# العبدلية (الغاط)
العبدلية؛ هي قرية من فئة (ب) تقع في محافظة الغاط، والتابعة لمنطقة الرياض في السعودية. وتبعد العبدلية عن محافظة الغاط بمسافة تقارب () كم.